# Helina browni
Helina browni este o specie de muște din genul Helina, familia Muscidae, descrisă de John Otterbein Snyder în anul 1941.
Este endemică în Ecuador. Conform Catalogue of Life specia Helina browni nu are subspecii cunoscute.